# Curtiss R3C
El Curtiss R3C fue un avión de carreras estadounidense construido en versiones terrestre e hidroavión. Era un biplano monoplaza construido por la Curtiss Aeroplane and Motor Company, en los años 20 del siglo XX. Retrospectivamente, el tipo fue designado Model 42 por Curtiss.

## Diseño y desarrollo

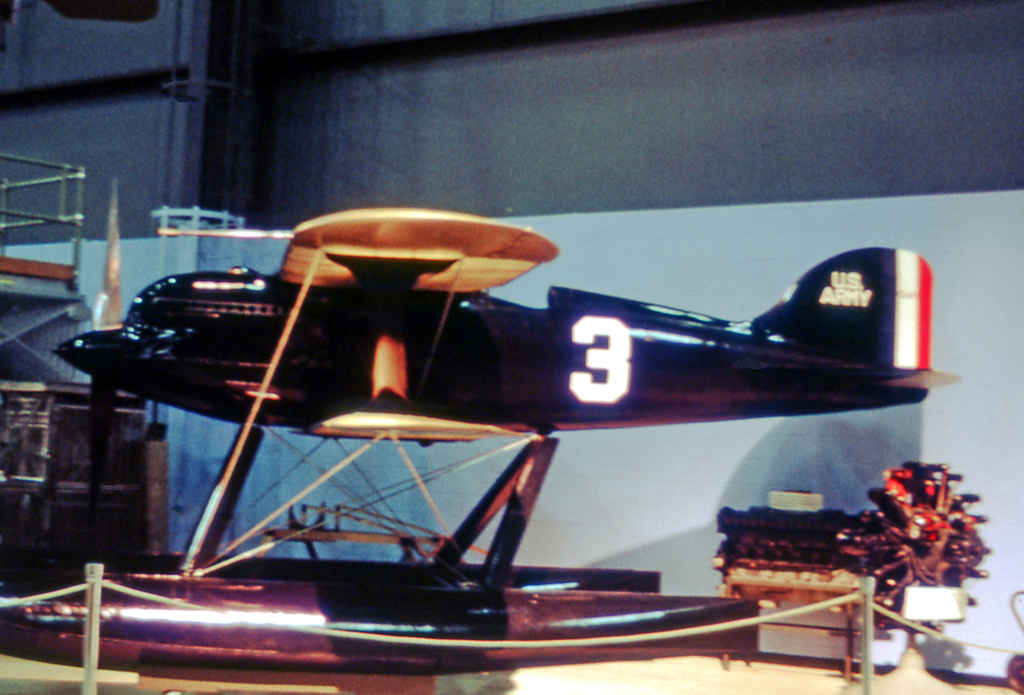
R3C-2 superviviente exhibido en el NASM, cerca de Washington.

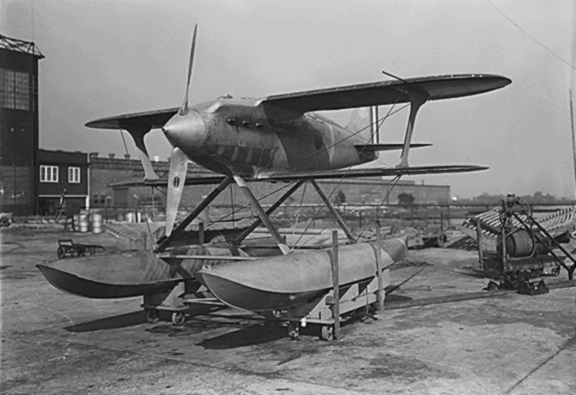
El R3C-3 en la Naval Aircraft Factory en 1926.

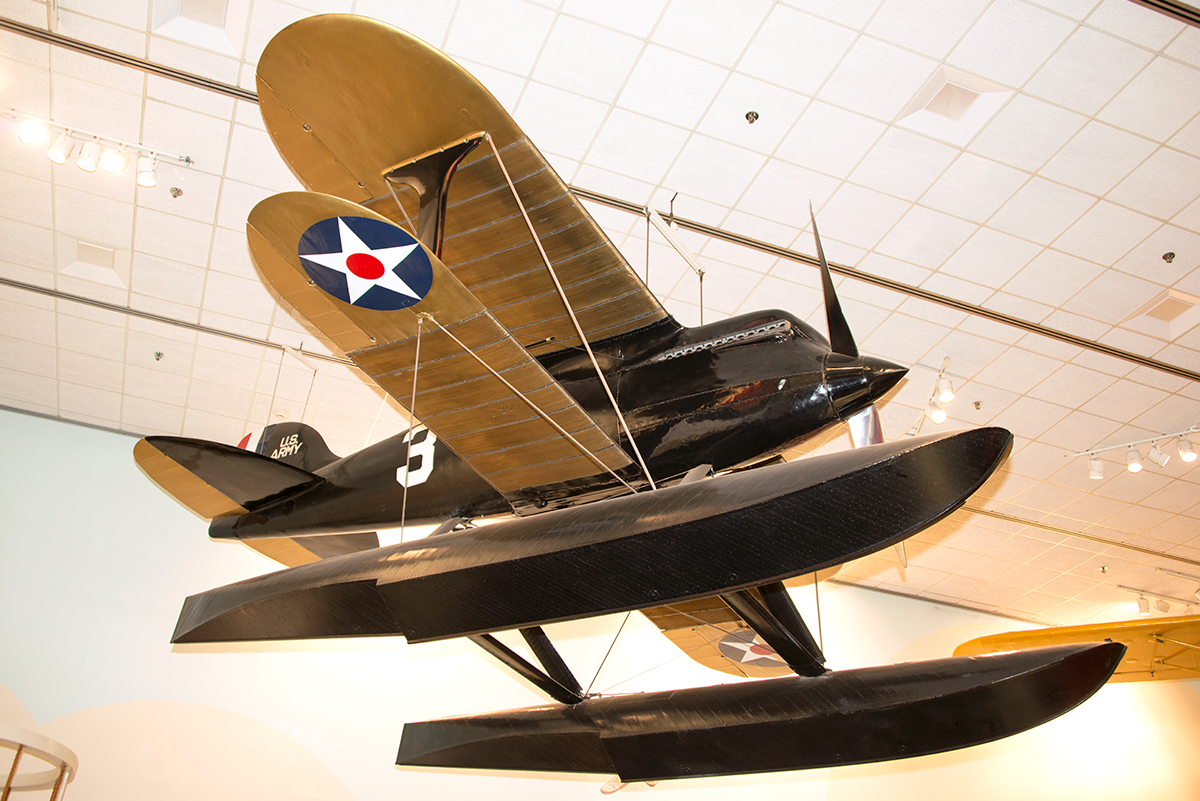
Curtiss R3C-2 en la Galería Barron Hilton Pioneers of Flight en el NASM, Washington D. C.

El R3C-1 era la versión terrestre y Cyrus Bettis ganó la Carrera del Trofeo Pulitzer en un ejemplar, el 12 de octubre de 1925, con una velocidad de 406,5 km/h.
El R3C-2 era un hidroavión de dos flotadores construido para participar en la carrera del Trofeo Schneider. En 1925, la misma se desarrolló en la Bahía de Chesapeake en Baltimore, Maryland. Con 374,27 km/h, el piloto Jimmy Doolittle ganó el trofeo con un Curtiss R3C-2. Los otros dos R3C-2, pilotados por George Cuddihy y Ralph Oftsie, no consiguieron llegar a la línea de meta. Al día siguiente, con el mismo avión, en un recorrido recto, Doolittle alcanzó los 395,4 km/h, un nuevo récord mundial. Para el siguiente Trofeo Schneider, que se desarrolló el 13 de noviembre de 1926, el motor del R3C-2 fue mejorado, y el piloto Christian Franck Schilt quedó segundo con 372,34 km/h.

## Operadores
Estados Unidos
- Armada de los Estados Unidos
- Ejército de los Estados Unidos

## Supervivientes
El R3C-2 que Jimmy Doolitle pilotó para ganar la carrera del Trofeo Schneider de 1925 está preservado en el Centro Steven F. Udvar-Hazy del Museo Nacional del Aire y el Espacio de Estados Unidos, en el Aeropuerto Internacional de Washington-Dulles, Virginia. Todavía luce su número de carrera '3' de 1925.

## En la cultura popular
Un Curtiss R3C aparece en la película de animación Porco Rosso de Hayao Miyazaki, en la que se presenta una romántica aviación de entreguerras. El Curtiss R3C es pilotado por un piloto llamado así mismo Curtiss. En los diálogos se hace referencia al Trofeo Schneider de 1925.

## Especificaciones (R3C-2)
Referencia datos: Curtiss Aircraft 1907–1947

### Características generales
- Tripulación: Uno (piloto)
- Longitud: 6,7 m (22 ft)
- Envergadura: 6,7 m (22 ft)
- Altura: 3,2 m (10,3 ft)
- Superficie alar: 13,4 m² (144,2 ft²)
- Perfil alar: Curtiss C-80[3]
- Peso vacío: 968 kg (2133,5 lb)
- Peso cargado: 1242 kg (2737,4 lb)
- Planta motriz: 1× motor lineal V-12 refrigerado por agua Curtiss V-1400.
  - Potencia: 421 kW (580 HP; 572 CV)
- Hélices: Bipala de paso fijo

### Rendimiento
- Velocidad máxima operativa (Vno): 394 km/h (245 MPH; 213 kt)
- Alcance: 470 km (254 nmi; 292 mi) a máxima potencia

## Aeronaves relacionadas

### Desarrollos relacionados
- Curtiss CR

### Secuencias de designación
- Secuencia Numérica (interna de Curtiss): ← 39 - 40 - 41 - 42 - 43 - 44 -46 →
- Secuencia R_C (Aviones de Carreras de la Armada estadounidense, 1922-1928 (Curtiss, 1922-1962)): CR - R2C - R3C
- Secuencia F_C (Cazas de la Armada estadounidense, 1922-1962 (Curtiss, 1922-1962)): CF - F2C - F3C - F4C - F6C - F7C →